# Csipes Ferenc
Csipes Ferenc (Budapest, 1965. március 8. –) olimpiai és világbajnok magyar kajakozó, Csipes Tamara kétszeres olimpiai bajnok kajakozó apja.

## Sportpályafutása
1978 óta a Budapesti Honvéd saját nevelésű kajakosa. Edzője Angyal Zoltán volt. Első jelentősebb sikereit 1982-ben érte el, amikor a pancserevói IBV-n K4 1000 méteren harmadik, K1 1000 méteren ötödik lett. Egy évre rá az ifi Eb-n kétszer második lett. 1984-ben a junior ob-n a négyes 1000 méter kivételével minden versenyszámot megnyert. A felnőtt bajnokságban egyes 500 és 1000 méteren is bajnok lett.
1985-ben a mecheleni világbajnokságon szerepelt először a felnőtt mezőnyben, és ekkor, húszévesen rögtön világbajnok lett 1000 méteren kajak egyesben. Ugyancsak egyesben, de 500 méteren negyedik lett. Ebben az évben a magyar bajnokságban megvédte egyesben szerzett aranyérmeit, amit a négyes 1000 méteres első helyével egészített ki.
A következő évi világbajnokságon, Montréalban egyes 10 000 méteren és négyes 1000 méteren lett világbajnok, egyes 1000 méteren második lett. Az OB-n két arany- és egy ezüstéremmel lett gazdagabb. 1987-ben ismét kétszeres világbajnok és ezúttal háromszoros magyar bajnok lett. Ebben az évben sorozatban harmadik alkalommal érdemelte ki az év magyar kajakozója címet.
1988-ban a szöuli olimpián az Ábrahám Attila, Csipes Ferenc, Gyulay Zsolt, Hódosi Sándor összetételű kajak négyes aranyérmet szerzett, megelőzve a két nagy riválist, a szovjet és a keletnémet egységeket. Kajak kettesben 500 méteren, Ábrahám Attilával az oldalán a harmadik helyen végzett az új zélandi és a szovjet egységek mögött. Egyes 1000 méteren 9. lett, pedig a táv háromnegyedénél még az első helyen állt.
Az olimpiát követő évben 1000 méteren négyesben lett világbajnok. Ugyancsak négyesben 10 000 méteren második, K2 500-on ötödik helyezett lett. Az országos bajnokságon két-két arany- és bronzérmet nyert. Részt vett az első alkalommal kiírt magyar kajakpoló bajnokságban. Az év sportolója választáson a kajak négyessel csapat kategóriában harmadik lett.
1990-ben az 1986 óta világversenyen veretlen négyesbe Hódosi helyére Fidel került. Az egység az új összeállításban is világ legjobbja lett. 1991-ben 5 számban is magyar bajnoki címet nyert. A világbajnokságon mindhárom éremből nyert egyet, valamint K2 10 000 méteren hetedik helyen ért célba. Az év végén elnyerte az év magyar kajakozója címet.
Az 1992. évi nyári olimpiai játékokon az Ábrahám Attila, Csipes Ferenc, Gyulay Zsolt, Fidel László kajak négyes 1000 méteren a második lett, a német egység mögött. K4 500 méteren hetedik lett. K1 1000 méteren nem jutott a döntőbe. Az ob-n K1 200, valamint K2 500 és 1000 méteren lett bajnok.
1993-ban kivívta a vb-szereplés jogát K4 1000 méteren, de nem megfelelő formája miatt lemondott a szereplésről. Szeptemberben bekerült a Magyar olimpiai bajnokok klubjának elnökségébe.
1994-ben K4 500 méteren harmadik, 1000 méteren negyedik lett a világbajnokságon. A magyar bajnokságon elsősorban a sprintszámokban jeleskedett. A következő évben K2 500 méteren hatodik lett az ob-n, a pótválogatón ugyanebben a számban a vb indulási jogot nem tudta kiharcolni.
Csipes részt vett az atlantai olimpián is, ahol ugyancsak kajak négyesben 1000 méteren Rajna András, Horváth Gábor és Adrovicz Attila társaként ezüstérmet szerzett, az első helyen megint a németek végeztek. Az országos bajnokságon aranyéremmel zárt.

## Sporteredményei

### Olimpia
- 1988 – aranyérmes – K4 1000 m
- 1988 – bronzérmes – K2 500 m
- 1992 – ezüstérmes – K4 1000 m
- 1996 – ezüstérmes – K4 1000 m

### Világbajnokság
- 1985 – aranyérmes – K1 1000 m – Mechelen, Belgium
- 1986 – aranyérmes – K4 1000 m – Montréal, Kanada
- 1986 – aranyérmes – K1 10 000 m
- 1986 – ezüstérmes – K1 1000 m
- 1987 – aranyérmes – K2 500 m – Duisburg, Németország
- 1987 – aranyérmes – K4 1000 m
- 1987 – ezüstérmes – K1 1000 m
- 1987 – bronzérmes – K2 10 000 m
- 1989 – aranyérmes – K4 1000 m – Plovdiv, Bulgária
- 1989 – ezüstérmes – K4 10 000 m
- 1990 – aranyérmes – K4 1000 m – Poznań, Lengyelország
- 1990 – bronzérmes – K4 500m
- 1991 – aranyérmes – K4 1000 m – Párizs, Franciaország
- 1991 – ezüstérmes – K1 1000 m
- 1991 – bronzérmes – K2 500 m
- 1994 – bronzérmes – K4 500m

### Magyar bajnokság
- Aranyérmes: 35 alkalommal lett bajnok, 150, 200, 500, 1000 és 10 000 méteres számokban

## Sportvezetőként
Sportolói pályafutásának a befejeztével, 1996 októberétől a Budapesti Honvéd szakosztály-igazgatója lett. 2004 óta edzőként dolgozik.

## Díjai, elismerései
- Az év magyar kajakozója (1985, 1986, 1987, 1991)
- A Magyar Népköztársaság csillagrendje (1988)
- Magyar Köztársasági Arany Érdemkereszt (1992)
- Az év magyar edzője (2011)
- A Magyar Köztársasági Érdemrend tisztikeresztje (2012)
- Papp László Budapest Sportdíj (2012)
- Az év magyar edzője választás harmadik helyezettje (2012)
- A Magyar Érdemrend parancsnoki keresztje (2016)
- A Magyar Érdemrend parancsnoki keresztje a csillaggal (2021)[1]
- Mesteredző (2022)[2]

## Családja
Feleségétől, Orosz Andrea ifjúsági Európa-bajnok gyorsúszótól 2001-ben vált el. Gyermekeik Csipes Tamara olimpiai bajnok kajakozó és Barnabás (1991).